# Альтер, Михаил Савельевич
Михаи́л Саве́льевич А́льтер — донецкий историк-краевед и еврейский историк, журналист. Михаил Савельевич — псевдоним, настоящее имя Самуил Завельевич.

## Биография
Родился в Юзовке (теперь Донецк) 23 сентября 1919 года. Детство прошло в Юзовке. С детства увлекался краеведением. Принимал участие в археологических экспедициях.
Работал на детской Малой Южно-Донецкой железной дороге начальником службы движения.
С 1939 года служил в РККА. Воевал на Халхин-Голе. В течение девяти лет был в редакциях нескольких военных газет. С сентября 1943 года — старший литературный работник газеты «На боевом посту» железнодорожных войск Забайкальского фронта, лейтенант. После службы вернулся в Сталино с женой Ниной Викентьевной Стронговской.
В 1957 году вступил в Союз журналистов СССР.
Работал в газете «Железнодорожник Донбасса», а также в издательствах и информационных отделах горноспасательной службы Донбасса.
При помощи Михаила Альтера были созданы экспозиции в пяти музеях Донецкой области. 
Альтер собирал домашний архив с документами, письмами, фотографиями, автографами и т. п. Материалы из его архива публиковались в книгах и газетных очерках. Архив пополнялся евреями, уезжающими из Донецка, которые передавали свои документы Михаилу Альтеру.
Очерк «В земле прикальмиусской» публиковался в сборниках.
Краеведческие очерки печатались в газетах «Вечерний Донецк» и «Донбасс», «Акцент», «Наша жизнь».
Подготовил и издал путеводители по Донбассу и Донецку.
Перед смертью окончил рукопись книги «Донбасс. Война. Победа», но она не была опубликована.
Активно участвовал в деятельности Донецкой областной еврейской общины
Был действующим членом Российского и Украинского географических обществ.
Умер 25 декабря 2005 года, в Донецке.
После смерти Михаила Альтера его дочь передала архив отца в Музей еврейского наследия Донбасса.
25 октября 2007 года в Донецке была открыта мемориальная доска в честь М. С. Альтера. С декабря 2007 года в Донецке планируются проведение Альтеровских чтений.

## Награды и звания
- Почётный железнодорожник
- Почётный полярник — за создание экспозиции музея Григория Седова в посёлке Седово
- Орден Отечественной войны II степени (11.3.1985)
- медаль «За боевые заслуги» (5.10.1945)
- другие медали

### Публикации Альтера
- Альтер С. 3. Донецк : Путеводитель. — Донецк: Донбасс, 1966.
- Дранко Н. С., Альтер М. С., Лисянский А. С. и др. Донецк. Историко-экономический очерк. — Донецк: Донбасс, 1969. — 288 с. — 17 000 экз.
- Твои освободители, Донбасс. Очерки, воспоминания / составитель Г. В. Тепляков. — 5-е, дополненное. — Донецк: «Донбасс», 1976. — 100 000 экз.
- Руков. авт. кол. С. Ф. Поважный. Донецк. Историко-краеведческий очерк. — Донецк: Донбасс, 1981. — 328 с. — 25 000 экз.
- Святогорск: Путеводитель / Сост. С. Альтер. — Сталино: Обл. изд-во, 1954. — 81 с.
- Альтер С. З. Донбасс: Спутник туриста / С. З. Альтер. — Донецк: Донец. кн. изд-во, 1962. — 333 с.
- Альтер С. «Чудеса» Святогорського монастиря / С. Альтер // Рад. Донеччина. — 1971. — 19 верес.
- НАРОДНЫЙ МУЗЕЙ ИСТОРИИ ДОНЕЦКА : ПУТЕВОДИТЕЛЬ. — ДОНЕЦК, 1968. — 80 С.
- Альтер, М. «Евреи в истории Донетчины» : (О работе науч.-поиск. клуба «Былое Донетчины») // Пути возрождения национальной самобытности на современном этапе : (К 10-летию Донец. обл. отделения общества «Украина-Израиль») 7 окт. 2002 г. : Материалы науч.-практ. конф. 2003. 87 с. — С. 49-62.
- Альтер, С. З. Донбасс : Спутник туриста / С. З. Альтер. — Сталино : Кн. изд-во, 1960. — 251 с. : ил.
- Сталино : Справочник-путеводитель / Сост. С. Альтер. — Сталино : Обл. изд-во, 1956. — 143 с. : ил.
- Альтер, М. С. Шаги к мечте : Очерк о нашем земляке-первопроходце Арктики Г. Я. Седове / М. С. Альтер. — Донецк : Шилтон, 2007. — 32 с.

### Публикации об Альтере
- Альтер Михаил Савельевич // Романько В. И. Хранители памяти: о краеведах Донетчины. — Вып.1. — Славянск, 1993. — С. 7-9.
- Альтер Михаил Савельевич [Портреты на фоне века] // Мы и Закон. — 5 декабря 1997. — № 17-19 (28-30). — С. 14.
- Герланец В. Хранитель народной памяти// Вечерний Донецк. — 12 октября 1999. — № 151 (7055). — С. 3.
- Герланец В. Патриарх журналистики и краеведения // Вечерний Донецк. — 5 октября 2004. — № 147 (8011).- С. 2.